# Mnesipenthe lunata
Mnesipenthe lunata är en fjärilsart som beskrevs av W. Warren 1895. Mnesipenthe lunata ingår i släktet Mnesipenthe och familjen mätare. Inga underarter finns listade i Catalogue of Life.